# Осьмина
Осьм́ина — давня міра хмільних напоїв і сипких тіл, що дорівнювала восьмій частині більшої міри (кварти, відра, бочки і т. ін.). 1 осьмина = 1/2 чверті = 4 четверики. Згадується з кінця XV століття в « Положенні про міри й ваги» (1899). Осьмина дорівнювала 104,956 літрам. Також народна міра землі, що дорівнювала восьмій частині десятини (близько 0,14 гектара).